# Campeonato Asiático de Atletismo Júnior de 1988
A 2ª edição do Campeonato Asiático de Atletismo Júnior foi o evento esportivo organizado pela Associação Asiática de Atletismo (AAA) para atletas com até 20 anos classificados como Júnior. O evento ocorreu na cidade de Singapura, em Singapura, entre 8 e 11 de setembro de 1988. Foram disputadas 40 provas no campeonato, 22 eventos masculino e 18 feminino. 22 recordes do campeonato foram quebrados durante o evento.

## Medalhistas

### Masculino
| Evento                      | Ouro                          | Ouro     | Prata                             | Prata    | Bronze                             | Bronze   |
| --------------------------- | ----------------------------- | -------- | --------------------------------- | -------- | ---------------------------------- | -------- |
| 100 metros                  | Tatsuo Sugimoto · Japão       | 10.53    | Takayuki Nakamichi · Japão        | 10.65    | Wu Jianhui · China                 | 10.78    |
| 200 metros                  | Yoshiyuki Okuyama · Japão     | 21.03    | Chainarong Wangganont · Tailândia | 21.45    | Yoshihiro Kato · Japão             | 21.70    |
| 400 metros                  | Ibrahim Ismail Muftah · Catar | 46.59    | Muhammad Sadaqat · Paquistão      | 47.74    | Yang Chung-Fu · Taipé Chinesa      | 47.86    |
| 800 metros                  | Yoshikazu Tachi · Japão       | 1:48.43  | Lin Kuang-Liang · Taipé Chinesa   | 1:50.52  | Hamid Sajjadi Irão                 | 1:51.05  |
| 1.500 metros                | Mohamed Suleiman · Catar      | 3:44.00  | Hiroshi Fukaya · Japão            | 3:46.23  | Hamid Sajjadi Irão                 | 3:46.77  |
| 5.000 metros                | Han Zongmin · China           | 14:31.99 | Li Gyong-Ho · Coreia do Norte     | 14:41.69 | Kazuhito Kumagai · Japão           | 14:44.74 |
| 10.000 metros               | Jun Hiratsuka · Japão         | 30:18.74 | Oh Jong-Ho · Coreia do Norte      | 30:20.27 | Masaki Yamamoto · Japão            | 30:37.64 |
| 110 metros com barreiras    | Ziad Al-Khader · Kuwait       | 14.49    | Fouad Ghanem · Barém              | 14.50    | Masamutsu Hiraishi · Japão         | 14.68    |
| 400 metros com barreiras    | Atsushi Yamamoto · Japão      | 51.40    | Shigeru Yamaguchi · Japão         | 51.53    | Fouad Ghanem · Barém               | 51.59    |
| 2.000 metros com obstáculos | Hiroyuki Itabashi · Japão     | 5:44.15  | Hamid Sajjadi Irão                | 5:44.52  | Mohamed Suleiman · Catar           | 5:47.25  |
| Revezamento 4 x 100 metros  | Japão                         | 39.99    | Taipé Chinesa                     | 40.49    | Tailândia                          | 41.05    |
| Revezamento 4 x 400 metros  | Japão                         | 3:10.71  | Malásia                           | 3:12.45  | Taipé Chinesa                      | 3:12.59  |
| Marcha atlética 10 km       | Kong Tao · China              | 44:49.2  | Balay Thirukumaran · Malásia      | 51:40.6  | Subramanian Thanigasalam Singapura | 53:03.3  |
| Salto em altura             | Park Jae-Hong Coreia do Sul   | 2.16 m   | Hiroyuki Sakaida · Japão          | 2.16 m   | Saleh Zaid Al-Mass · Barém         | 2.09 m   |
| Salto à vara                | Toshiaki Takahashi · Japão    | 5.00 m   | Wu Chien-Kuo · Taipé Chinesa      | 4.40 m   | Ahmed Hamdan · Kuwait              | 4.20 m   |
| Salto em comprimento        | Nai Hui-fang · Taipé Chinesa  | 7.84 m   | Zhou Ming · China                 | 7.68 m   | Benny Fernando · Sri Lanka         | 7.33 m   |
| Salto triplo                | Nai Hui-fang · Taipé Chinesa  | 16.48 m  | Sun Xiao · China                  | 15.77 m  | Saleh Zaid Al-Mass · Barém         | 15.18 m  |
| Arremesso de peso           | Zhang Yan · China             | 16.12 m  | Hussein Ali Al-Sayed · Kuwait     | 15.14 m  | Chen Yi-Shu · Taipé Chinesa        | 14.67 m  |
| Arremesso de disco          | Li Jing · China               | 50.12 m  | Kim Yong-Nam · Coreia do Norte    | 46.36 m  | Upkar Singh · Índia                | 45.74 m  |
| Lançamento do martelo       | Satoshi Yamamoto · Japão      | 55.12 m  | Sudhir Singh Kumar · Índia        | 52.40 m  | Adel Al-Qatami · Catar             | 51.14 m  |
| Lançamento do dardo         | Kimio Morisawa · Japão        | 68.40 m  | Park Yong-Young Coreia do Sul     | 65.60 m  | Yang Hongtao · China               | 64.96 m  |
| Decatlo                     | Takashi Kiyokawa · Japão      | 7009 pts | Wu Wen-Jih · Taipé Chinesa        | 6628 pts | Ju Jun-Shoei · Taipé Chinesa       | 6424 pts |

### Feminino
| Evento                     | Ouro                           | Ouro     | Prata                           | Prata    | Bronze                         | Bronze   |
| -------------------------- | ------------------------------ | -------- | ------------------------------- | -------- | ------------------------------ | -------- |
| 100 metros                 | Qi Hong · China                | 12.04    | Chen Ya-Li · Taipé Chinesa      | 12.14    | Toshie Kitada · Japão          | 12.29    |
| 200 metros                 | Chen Ya-Li · Taipé Chinesa     | 24.24    | Toshie Kitada · Japão           | 24.66    | Ooi Juat Khoon · Malásia       | 24.73    |
| 400 metros                 | Zhao Min · China               | 54.51    | Kutty Saramma · Índia           | 55.40    | Sriprai Chaikaew · Tailândia   | 55.51    |
| 800 metros                 | Zhu Xiuying · China            | 2:10.06  | Jeon Yong-Im Coreia do Sul      | 2:10.17  | Huang Chuen-Li · Taipé Chinesa | 2:10.77  |
| 1.500 metros               | Chong Yeong-Wi Coreia do Sul   | 4:25.09  | Choi Ok-Soon · Coreia do Norte  | 4:26.38  | Tomoko Nagao · Japão           | 4:26.78  |
| 3.000 metros               | Kim Song-Hwa · Coreia do Norte | 9:46.16  | Tomoko Nagao · Japão            | 9:46.48  | Paek Do-Jong · Coreia do Norte | 9:47.39  |
| 5.000 metros               | Paek Do-Jong · Coreia do Norte | 17:05.79 | Betty Sarmiyati · Indonésia     | 17:13.18 | Kim Gwang-Ok · Coreia do Norte | 17:31.28 |
| 100 metros com barreiras   | Zhang Aimei · China            | 14.05    | Wang Shu-Hua · Taipé Chinesa    | 14.10    | Chan Sau Ying · Hong Kong      | 14.46    |
| 400 metros com barreiras   | Nozomi Higashida · Japão       | 60.40    | Su Huei-Chun · Taipé Chinesa    | 61.19    | Hsieh Shio-Yin · Taipé Chinesa | 62.20    |
| Revezamento 4 x 100 metros | Taipé Chinesa                  | 46.15    | Japão                           | 47.17    | Malásia                        | 47.90    |
| Revezamento 4 x 400 metros | Taipé Chinesa                  | 3:44.04  | Japão                           | 3:44.82  | Malásia                        | 3:55.65  |
| Marcha atlética 5 km       | Fan Xiaoling · China           | 24:48.4  | Chiyoko Terui · Japão           | 25:02.8  | Kavita Garari · Índia          | 27:15.1  |
| Salto em altura            | Zhang Tong · China             | 1.82 m   | Su Chun-Yueh · Taipé Chinesa    | 1.82 m   | Baek Gyeong-Seok Coreia do Sul | 1.69 m   |
| Salto em comprimento       | Wang Chunfang · China          | 6.34 m   | Wang Shu-Hua · Taipé Chinesa    | 6.06 m   | Chu Je-Wen · Taipé Chinesa     | 5.92 m   |
| Arremesso de peso          | Wang Shujie · China            | 14.26 m  | Huang Chia-Huei · Taipé Chinesa | 12.93 m  | Mun Hye-Ran Coreia do Sul      | 12.92 m  |
| Arremesso de disco         | Tian Liping · China            | 50.98 m  | Lee Hsieh-Hua · Taipé Chinesa   | 45.04 m  | Kau Chuen-Mei · Taipé Chinesa  | 44.18 m  |
| Lançamento do dardo        | Wang Lianyun · China           | 55.52 m  | Shiny Verghese · Índia          | 50.58 m  | Akiko Adachi · Japão           | 46.50 m  |
| Heptatlo                   | Hsu Huei-Ying · Taipé Chinesa  | 5364 pts | Ma Chun-Ping · Taipé Chinesa    | 5192 pts | Hong Xiao Jing Singapura       | 5132 pts |

## Quadro de medalhas
| Ordem | País            | Ouro | Prata | Bronze |     |
| 1     | China           | 14   | 2     | 2      | 18  |
| 2     | Japão           | 13   | 9     | 7      | 29  |
| 3     | Taipé Chinesa   | 6    | 12    | 8      | 26  |
| 4     | Coreia do Norte | 2    | 4     | 2      | 8   |
| 5     | Coreia do Sul   | 2    | 2     | 2      | 6   |
| 6     | Kuwait          | 1    | 1     | 1      | 3   |
| 7     | Índia           | 0    | 3     | 2      | 5   |
| 8     | Malásia         | 0    | 2     | 3      | 5   |
| 9     | Barém           | 0    | 1     | 3      | 4   |
| 10    | Irão            | 0    | 1     | 2      | 3   |
| 11    | Tailândia       | 0    | 1     | 2      | 3   |
| 12    | Indonésia       | 0    | 1     | 0      | 1   |
| 13    | Paquistão       | 0    | 1     | 0      | 1   |
| 14    | Catar           | 0    | 0     | 2      | 2   |
| 15    | Singapura       | 0    | 0     | 2      | 2   |
| 16    | Hong Kong       | 0    | 0     | 1      | 1   |
| 17    | Sri Lanka       | 0    | 0     | 1      | 1   |
| Total | Total           | 40   | 40    | 40     | 120 |